# Маевский, Владислав Альбинович
Владислав (Владимир) Альбинович Маевский (4 апреля 1893, Кременчуг, Российская империя — 16 января 1975, Пенсильвания, США) — деятель белой эмиграции, участник Гражданской войны на стороне Белого движения, писатель. Автор ряда работ о Сербии, Сербской православной церкви, русской эмиграции в Югославии, Афоне, русских писателях и общественных фигурах. 

## Биография
Родился 4 апреля 1893 года в дворянской семье польского происхождения в Кременчуге. 
Был добровольцем на Балканской войне. Первая его книга «Путевые наброски» (СПб., 1913) посвящена впечатлениям от поездок в Турцию, Сербию, Черногорию и Далмацию. 
В 1914 году издал в Москве сборник статей «Великая Россия и героическая Сербия», призывавший защищать общеславянские ценности. Как доброволец служил в лейб-гвардии Саперном полку, получил звание штабс-капитана. Во время Гражданской войны служил в Добровольческой армии на Юге России. В 1919 г. командовал взводом Гвардейского конно-подрывного полуэскадрона, состоявшего в основном из юнкеров, позже служил в Отдельной гвардейской инженерной роте. Добровольцам приходилось сражаться как с красными, так и с армией Петлюры, с отрядами Махно и Коцуры. Маевский участвовал в обороне Фундуклеевки, взятии Чигирина и Кременчуга, боях за Киев и Нежин.  
25 января 1920 года эвакуировался из Одессы в Константинополь, затем в Королевство Сербов, Хорватов и Словенцев. Работал библиотекарем в Патриаршей библиотеке, поступил на богословский факультет Белградского университета, который окончил в 1931 году. 
С апреля 1930 года состоял личным секретарем Сербского патриарха Варнавы (1930—1937), о деятельности которого издал ряд книг. Трижды побывал на Афоне, которому посвятил несколько сочинений. 
Во время Второй мировой войны, после поражения Югославии, В. А. Маевский оказался на территории Хорватии. Был арестован усташами, затем выпущен под наблюдение полиции. Позднее был заключён в немецкий концлагерь, после освобождения оказался в Швейцарии, где возобновилась его дружба с И. С. Шмелёвым, начавшаяся в Крыму. В конце 1940-х переехал в США, где преподавал в Свято-Тихоновской семинарии в Саут-Кейнан, штат Пенсильвания. Привлёк к преподаванию в семинарии сербского епископа Николая (Велимировича).
Скончался он 16 января 1975 года, похоронен в г. Розлин.
Жена — Елена Петровна (урожд. Охотина; ?—30.12.1974).

## Публикации
- Путевые наброски (Турция, Сербия, Черногория, Далмация). СПб., 1913. Значение статистики. Харьков. 1913.
- Великая Россия и героическая Сербия (сборник газетных статей). М., 1914. Распределение продуктов продовольствия. Киев, 1914. #Вешние воды. Пг., 1914. Т. I.
- Эволюция крестьянского хозяйства 1902—1912 гг. в Полтавской губернии. Киев, 1915.
- Будущая Югославия. Киев, 1916.
- Наброски с фронта. Киев, 1918.
- Искры. Нови-Сад. 1931. Т. II.
- Сербский патриарх Варнава и его время. — Новый Сад: Филонов, [1931]. — XVI, 296 с.
- Иверская Богоматерь на Афоне, в Москве и Белграде: (историко-догматический эскиз). — Белград : Русская тип., 1932. — 64 с. :
- Революционер-монархист : памяти Льва Тихомирова. — Новый сад: [б. и.], 1934. — 110 с.
- Русское зарубежье Святейшему Патриарху Варнаве, по случаю 25-летия епископского служения / под ред. Вл. А. Маевского. — [Новый Сад] : [б. и.], 1936. — VII, 145 с.
- Крестовые походы и борьба на Востоке. Дрезден, 1935.
- Народный Патриарх. Сремски Карловцы, 1936. Т. I—II.
- Святая Гора. Сремски Карловцы, 1937.
- Женщины. Белград, 1937.
- Гвардейские саперы. Нови-Сад: Русская типография С. Ф. Филонова, 1938. (другое название: В сиянии славы. Государевы саперы).
- Повстанцы Украины. Белград, 1938.
- Неугасимый Светильник. Шанхай, 1940. Т. I—II.
- Лавра Хилендар. Нови-Сад, 1941.
- Афонские рассказы / Вл. Маевский. — Париж, 1950. — 185 с. (репринт: Коломна, 1993).
- Трагедия богоискательства Льва Толстого. Буэнос-Айрес, 1952.
- Внутренняя миссия и ее основоположник (В. М. Скворцов). Буэнос-Айрес, 1954.
- Памяти Ивана Сергеевича Шмелева: сборник. — München : [б. и.], 1956. — 127 с.
- По тропинкам прошлого. — Буэнос-Айрес : [б. и.], 1957. — 268 с.
- Христианство и социализм. — Буэнос-Айрес : [б.и.], 1958 (обл. 1959). — 211 с.
- Патриарх Варнава и конкордатная война. Б. м. (США), 1958.
- Взаимоотношения России и Сербии. Буэнос-Айрес, 1960. Т. I.
- Лесна, Хопово-Фурке : (подвижницы любви). — Сан Пауло : Тип. Бразильской православной епархии, 1962. — 79 с.
- Борец за благо России (Столыпин. К 100-летию со дня рождения). Мадрид, 1962.
- На грани двух эпох. Трагедия императорской России. Нью-Йорк, 1963.
- Дореволюционная Россия и СССР. Мадрид, 1965.
- Взаимоотношения России и Сербии. Т. II. Русские в Югославии (1920—1945). Нью-Йорк, 1966.
- На Ниве церковной: Истор. справки / Вл. Маевский. — Мадрид : [б. и.], 1968. — 317 с.
- Афон и его судьба. Мадрид, 1969.
- Исторические очерки. Б. м. 1973.
- Россия и проливы // Новое русское слово.— Нью-Йорк, 1974.— 29 декабря (№ 23512).— С. 6.
- Революционер — монархист. Памяти Льва Тихомирова. К 90-летию выхода первого издания [фрагменты из книги] / Подготовка к публикации, вступительная статья и примечания А. В. Репникова. // Посев. 2024. — № 6. — С. 25-34.